# 서석면
서석면(瑞石面)은 강원특별자치도 홍천군 남동부에 위치한 면이다.

## 개요
군청 소재지에서 35Km 떨어진 홍천강 상류 지역에 위치한 청정지역으로 인제, 횡성, 평창군에 접하고 있으며, 넉넉한 인심과 예의를 숭상하는 정감이 넘치는 자연경관이 아름다운 고장이다. 서석면은 해발 310m 이상의 준산간 고랭지 지역으로 수리시설이 발달된 옥토에서 질좋은 오대쌀과 특산품으로 오이, 호박, 고추, 인삼(장뇌), 찰옥수수 등이 많이 생산되어 전국으로 유통되고 있으며, 특히 홍천의 맑은 물과 옥수수를 원료로 빚은 옥선주(명인제24호)를 생산 하는 지역이다.
또한 잠재적 교통요지(원주 - 인제간, 서울 - 강릉간 최단거리)이며, 백여년전 동학 혁명군의 최후 격전지로 800여 혼이 잠든 동학혁명의 슬픈 역사를 잊지 않기 위해 매년 6월에 동학문화제를 개최하고 있으며, 천연잔디로 조성된 아름다운 체육공원이 있어 체육 동호인들이 각종 체육행사를 개최하고 있으며, 홍천의 특산품인 홍천 찰옥수수 (지리적표시제15호)재배가 많아 새로운 소득원으로 자리잡고 있는 지역이다.

## 연혁
- 고려시대 : 노릉군 주우면이라 칭함
- 1895년 : 홍천군 서석면이라 칭함
- 1910년 : 신관제 실시로 면 행정 창설 6개리 관할
- 1916년 : 8개리로 정하고, 최초로 면장제 실시
- 1942년 : 행정구역 13개리로 분할
- 1952년 : 지방자치법에 의해 다시 8개리로 재통합
- 1961년 9월 1일 : 지방자치행정의 주체가 군으로 이관
- 1965년 3월 25일 : 7개의 법정리와 행정리를 14개리로 편성

## 행정 구역
| 법정리   | 한자명   | 행정리           | 비고                   |
| -------- | -------- | ---------------- | ---------------------- |
| 검산리   | 儉山里   | 검산1리, 검산2리 |                        |
| 상군두리 | 上軍杜里 | 상군두리         |                        |
| 생곡리   | 笙谷里   | 생곡1리, 생곡2리 |                        |
| 수하리   | 水下里   | 수하1리, 수하2리 |                        |
| 어론리   | 魚論里   | 어론1리, 어론2리 |                        |
| 청량리   | 淸凉里   | 청량1리, 청량2리 |                        |
| 풍암리   | 豊巖里   | 풍암1리, 풍암2리 | 면 행정복지센터 소재지 |
| 하군두리 | 下軍杜里 | 하군두리         |                        |